# دانا-کی هنری
دانا-کی هنری (انگلیسی: Donna-Kay Henry؛ زادهٔ ۱۰ نوامبر ۱۹۹۰) بازیکن فوتبال اهل جامائیکا است.
از باشگاه‌هایی که در آن بازی کرده‌است می‌توان به وسترن نیویورک فلش اشاره کرد.
وی همچنین در تیم ملی فوتبال زنان جامائیکا بازی کرده‌است.